# 岡の辻インターチェンジ
岡の辻インターチェンジ（おかのつじインターチェンジ）は、山口県宇部市西岐波に位置する山口宇部道路のインターチェンジである。
片倉インターチェンジ (IC) 方向のみのハーフICであり、宇部南IC方向には出入りできない。
当ICから山口宇部道路を利用する際、かつては当ICと片倉ICとの間に設置された宇部料金所で通行料金を徴収していた。その後、同料金所の機能は山陽自動車道 宇部下関線の開通時に宇部東・宇部南料金所に集約され、片倉ICまでの区間に関しては有料道路でありながら無料で通行できるようになっていた。

## 道路
- 山口宇部道路

## 接続する道路
- 宇部市道岡ノ辻新浦線

## 周辺
- ときわ公園
- 山口宇部空港

## 隣
山口宇部道路
片倉IC - 岡の辻IC - 宇部南IC